# ميل إدواردز
ميل إدواردز (بالإنجليزية: Mel Edwards)‏ هو نحات ورسام أمريكي، ولد في 4 مايو 1937 في هيوستن في الولايات المتحدة.

## وصلات خارجية
- ميل إدواردز على موقع ميوزك برينز (الإنجليزية)